# Tethyaster magnificus
Tethyaster magnificus är en sjöstjärneart som först beskrevs av Bell 1881.  Tethyaster magnificus ingår i släktet Tethyaster och familjen kamsjöstjärnor. Inga underarter finns listade i Catalogue of Life.